# Dannemarie (Doubs)
Dannemarie település Franciaországban, Doubs megyében. Lakosainak száma 120 fő (2022. január 1.). Dannemarie Glay, Villars-lès-Blamont, Grandfontaine, Haute-Ajoie és Blamont községekkel határos.

## Népesség
A település népességének változása:
| Lakosok száma | 78   | 99   | 129  | 97   | 111  | 112  | 113  | 112  | 114  | 120  |
|               | 1968 | 1982 | 1990 | 2006 | 2013 | 2015 | 2017 | 2019 | 2020 | 2022 |